# Le Leuy
Le Leuy (okzitanisch: Lo Lui) ist eine französische Gemeinde mit 228 Einwohnern (Stand: 1. Januar 2022) im Département Landes in der Region Nouvelle-Aquitaine. Sie gehört zum Arrondissement Dax und zum Kanton Pays Morcenais Tarusate. 

## Geographie
Die Gemeinde Le Leuy liegt etwa 34 Kilometer ostnordöstlich von Dax. Umgeben wird Le Leuy von den Nachbargemeinden Meilhan im Nordwesten und Norden, Campagne im Norden und Nordosten, Aurice im Osten, Cauna im Südosten, Lamothe im Süden sowie Souprosse im Westen.

## Bevölkerungsentwicklung
| Jahr                       | 1962 | 1968 | 1975 | 1982 | 1990 | 1999 | 2010 | 2021 |
| -------------------------- | ---- | ---- | ---- | ---- | ---- | ---- | ---- | ---- |
| Einwohner                  | 290  | 245  | 242  | 245  | 231  | 204  | 226  | 228  |
| Quellen: Cassini und INSEE |      |      |      |      |      |      |      |      |

## Sehenswürdigkeiten

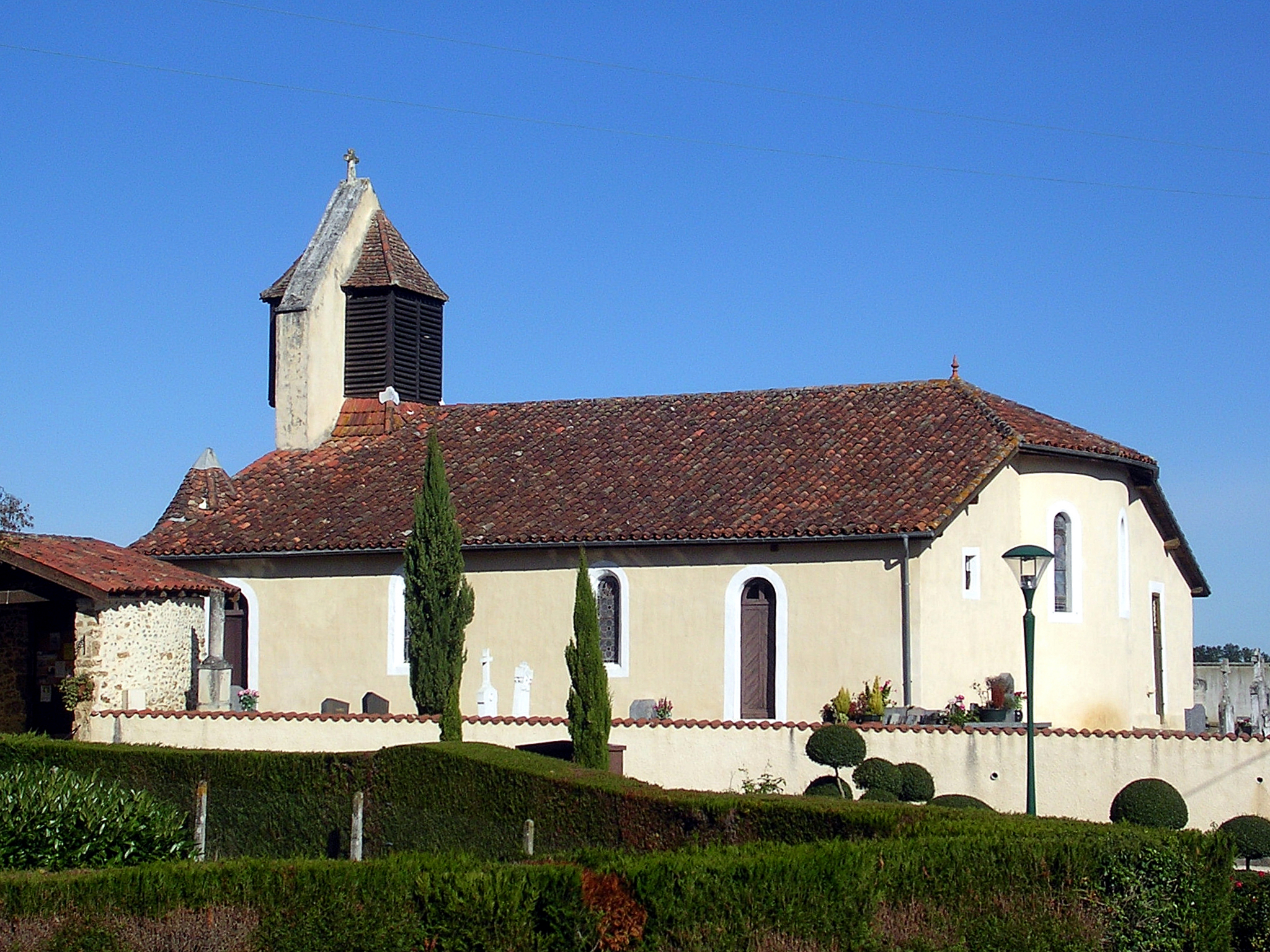
Kirche Notre-Dame

- Kirche Notre-Dame